# 웹 맵 서비스

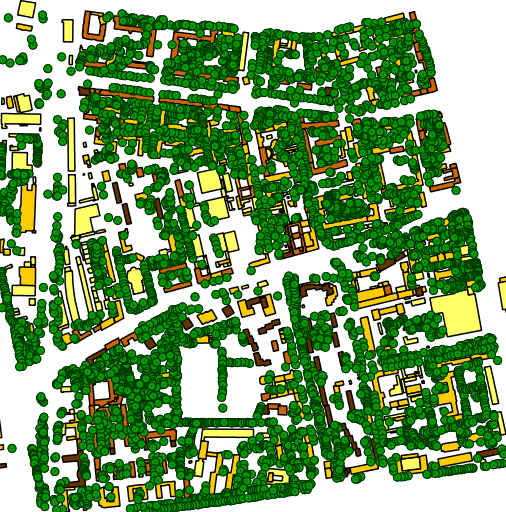

웹 맵 서비스(Web Map Service, WMS)는 GIS (지리 정보 시스템) 데이터베이스에서 데이터를 사용하기 위해 맵 서버에서 생성된 지도 이미지를 인터넷상에서 제공하기 위한 표준 프로토콜이다. 1999년 Open Geospatial Consortium (OGC)에 의해 개발되어 최초로 공개되었다.

## 지원 프로그램
웹 맵 서비스 기능을 제공하는 오픈 소스 소프트웨어는 다음을 포함한다:
- deegree
- GeoServer
- 맵서버(MapServer)
- 맵가이드 오픈 소스
- QGIS 서버

웹 맵 서비스를 제공하는 사유 서버 소프트웨어는 다음을 포함한다:
- ArcGIS 서버
- ArcIMS
- GeoWebPublisher (Bentley Systems)
- GeognoSIS (Cadcorp)
- GeoMedia
- 오라클 맵뷰어
- SIAS (스몰월드 인터넷 애플리케이션 서버) (GE 에너지)
- 오토데스크의 인프라스트럭처 맵 서버(Infrastructure Map Server)
- 매니폴드 시스템
- Luciad의 LuciadLightspeed 및 LuciadFusion 제품[3]

웹 맵 서비스 보기를 허용하는 오픈 소스 단독(클라이언트 사이드) 소프트웨어는 다음을 포함한다:
- 마블

웹 맵 서비스 보기를 허용하는 단독(클라이언트 사이드) 사유 소프트웨어는 다음을 포함한다:
- 구글 어스
- ESRI ArcGIS & ArcGIS 익스플로러
- 글로벌 매퍼
- Kongsberg Gallium Ltd. InterVIEW / InterMAPhics
- Luciad의 LuciadLightspeed, LuciadRIA, LuciadMobile 제품[3]

## 같이 보기
- 오픈 소스 지리공간 재단(OSGeo)
- 타일 맵 서비스